# Football américain aux Jeux olympiques
Le football américain a été un sport de démonstration aux jeux olympiques 1932 de Los Angeles bien que ce sport ait déjà été mentionné lors des jeux de Saint-Louis en 1904.
Il fera son retour aux jeux olympiques 2028 de Los Angeles sous le format de Flag football où les plaquages sont interdits.

## Jeux olympiques d'été de 1904
L'Université de Saint-Louis et l'Université de Washington à Saint-Louis ont initialement cherché à disputer un championnat olympique de football américain, mais n'ont pas pu l'accueillir officiellement.
Les deux équipes universitaire ont fini par jouer le championnat universitaire aux États-Unis, ce qui permet de douter de son statut officiel de sport de démonstration. Treize matchs ont été joués au Francis Field de septembre à novembre 1904.

## Jeux olympiques d'été de 1932
Le soir du 8 août 1932, l'équipe de la côte Ouest des États-Unis composée de joueurs issus des équipes universitaires de Berkeley, Stanford et USC affronte devant 60 000 spectateurs au Los Angeles Memorial Coliseum, l'équipe de la côte Est composée de joueurs issus de Harvard, Yale et Princeton.
Ce n'est que dans le quatrième quart temps que le marquoire se débloque. La cöte Est inscrit tout d'abord un touchdown mais la tentative de transformation à un point d'Eddie Mays est bloquée (6-0). À trois minutes de la fin du match, la côte Ouest inscrit un touchdown et le kicker Ed Kirwan donner la victoire à son équipe en réussissant la transformation à un point (7-6).

## Jeux olympiques d'été de 2028
Pour pouvoir intégrer le programme des jeux olympiques, la première étape a été levée en 2013 à la suite de l'admission de la Fédération internationale de football américain (IFAF, créée en 1998) à l'ARISF (Association des fédérations internationales de sports reconnues par le CIO), d'abord comme membre provisoire puis comme membre à part entière en avril 2014. Pour rentrer dans les critères, la fédération internationale s'est notamment attachée à développer le sport sur les cinq continents (en 2023, elle compte plus de 75 fédérations nationales) et à s'engager dans la lutte contre le dopage en signant la charte de l'Agence mondiale antidopage.
En juillet 2022, avec l'aide et le soutien de la NFL, elle se lance officiellement dans une campagne de candidature du flag football pour le Jeux olympiques 2028 de Los Angeles aux États-Unis dans le format « 5x5 sans contact » lequel est plus léger, plus rapide et plus accessible. Les deux organisations utilisent du tournoi organisé à l'occasion des Jeux mondiaux de Birmingham comme tremplin pour favoriser l'inclusion prochaine du sport aux jeux olympiques.
En août 2022, le flag football fait partie de la liste restreinte de neuf sports à inclure aux jeux. Le 9 octobre 2023, l'organisation Los Angeles 2028 sélectionne et propose cinq sports : le baseball/softball, le cricket (Twenty20), la crosse (6x6), le flag football et le squash. La décision est ensuite entérinée par la 141e session du CIO.